# 科納爾峰
科納爾峰（英語：Conard Peak），是南極洲的山峰，位於維多利亞地的博克格雷溫克海岸，處於奧爾德里奇峰以北9公里的希爾菲爾德冰川北岸，屬於製圖師山脈的一部分，美國地質調查局根據測量和美國海軍拍攝的空中照片繪入地圖，現時由南極條約體系管理。